# والاس جون غاردنر
والاس جون غاردنر (بالإنجليزية: Wallace John Gardner)‏ هو كاهن كاثوليكي أمريكي، ولد في 1883، وتوفي في 1954.